# Вдовиченко, Александр Владимирович
Александр Владимирович Вдовиченко (укр. Олександр Володимирович Вдовиченко; 17 января 1984, Саврань — 17 марта 2023, Бахмут) — офицер службы безопасности Украины, участник российско-украинской войны, погибший в ходе российского вторжения в Украину. Полный кавалер ордена «За мужество», Герой Украины (посмертно).

## Биография
Родился 17 января 1984 года в Одесской области.
Во время российского вторжения в Украину руководитель группы снайперов, полковник Центра специальных операций «Альфа» Службы безопасности Украины. Под его руководством группы снайперов совершили более 10 результативных вылазок в Донецкой области.
Погиб 17 марта 2023 вблизи г. Бахмут Донецкой области.
Похоронен с почестями 21 марта 2023 в Подольском районе Одесской области.

## Память
2 сентября 2023 в Национальной академии Службы безопасности Украины, по традиции, новому курсу присвоено имя Героя Украины. На этот раз полковника СБУ Александра Вдовиченко.